# Aparejo toledano

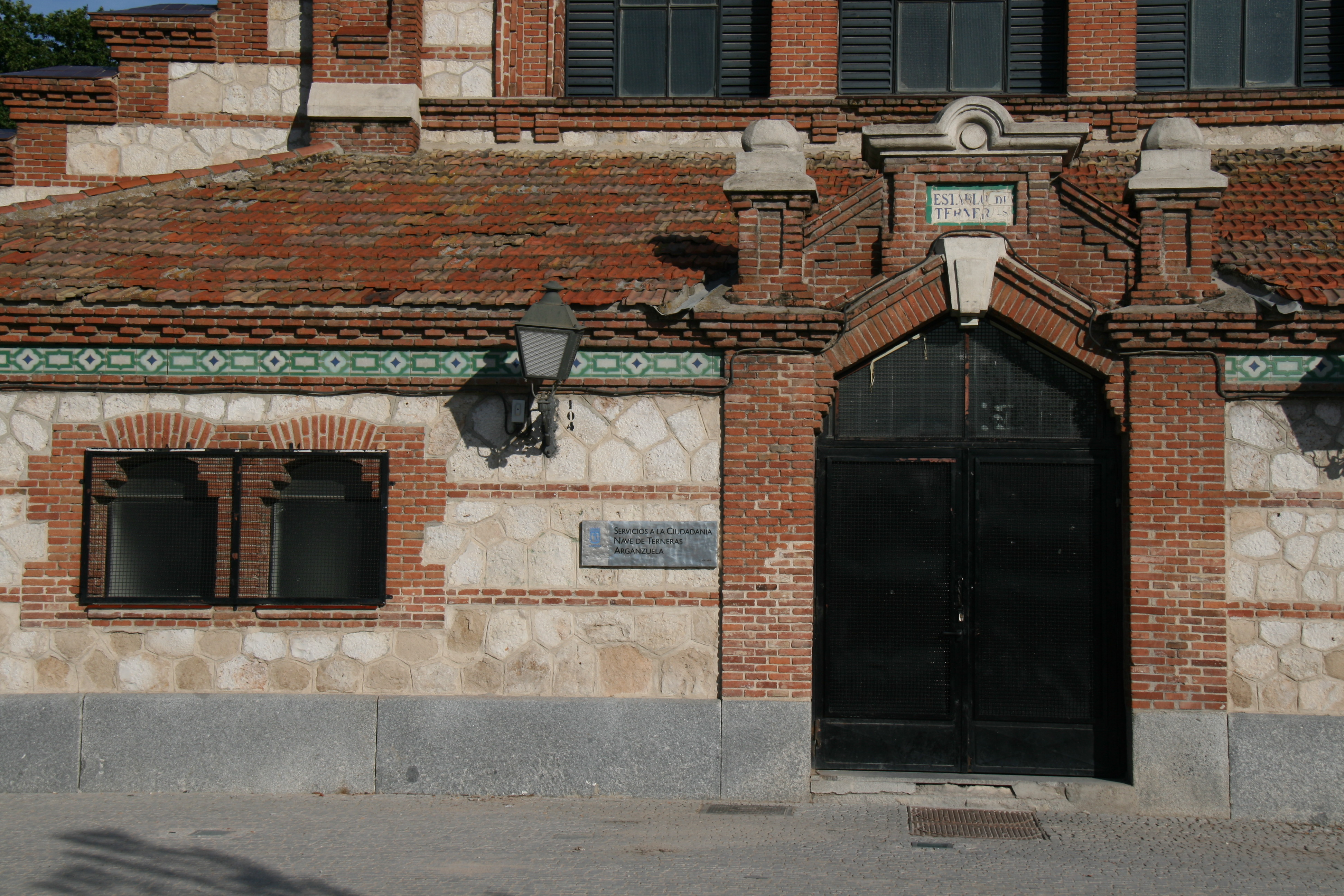
Aparejo toledano en el matadero de Madrid

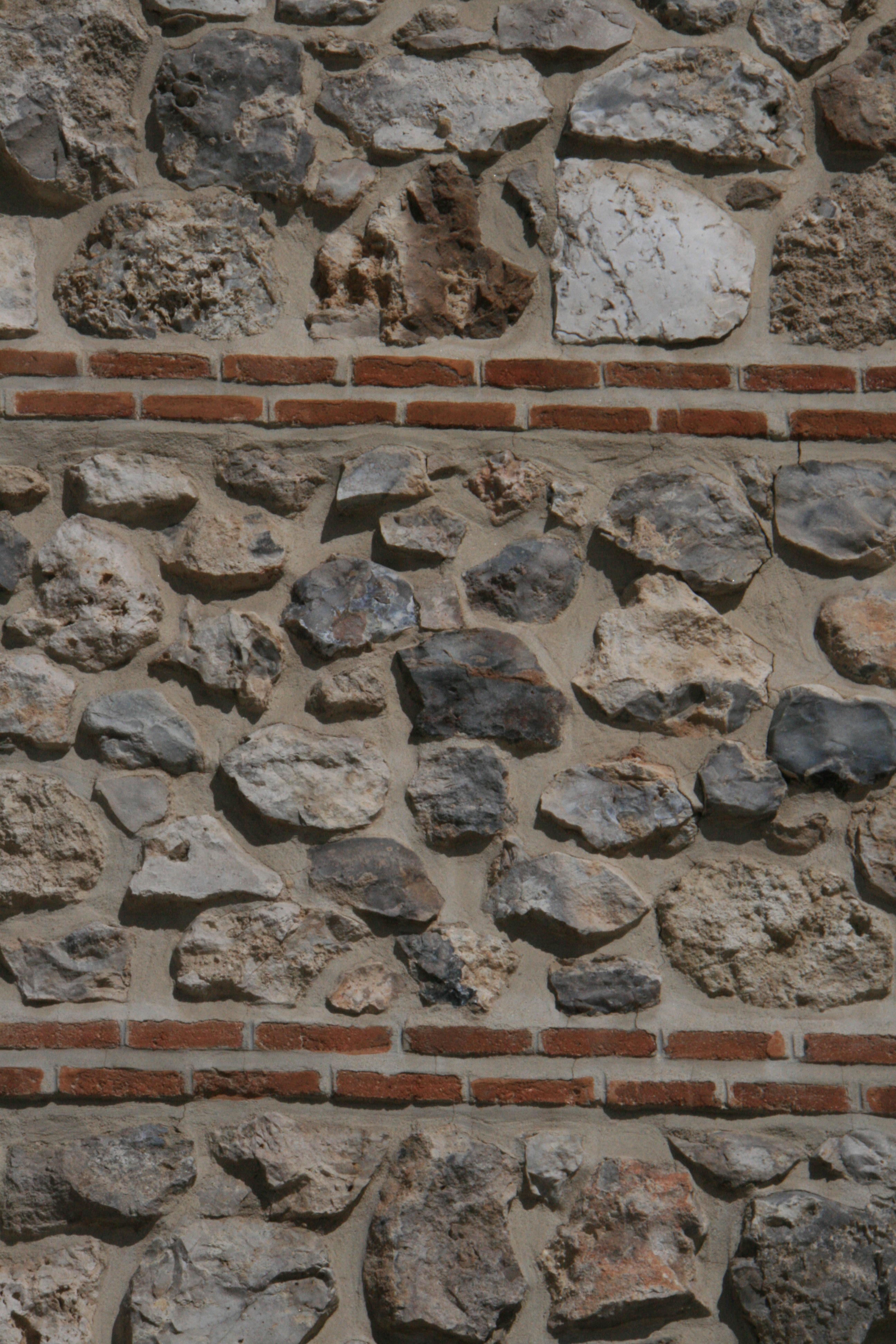
Detalle de un aparejo toledado

El aparejo toledano (denominado también como cajones de mampostería o aparejo mindoniense) es un sistema constructivo que aparece en diversos pueblos de Castilla (España). Consiste en un aparejo elaborado mediante una fábrica mixta de ladrillos y piedra. Está compuesta por cajones de mampostería entre hiladas de ladrillo (verdugadas) con «cadenas» de estos últimos en los límites del paramento. Se emplea en los muros de las fachadas exteriores de las casas medievales.

## Historia
Este tipo de fábrica se desarrolla a partir de los aparejos romanos denominados opus mixtum y opus vittatum. Su presencia se da en obras tardorromanas como alto y bajomedievales. Siendo una evolución de la arquitectura romana hispánica que se mantuvo en la arquitectura militar musulmana y posteriormente en los trabajos de los alarifes en la Arquitectura mudéjar en Toledo. Desde el siglo X hasta el XV fue un denominador común en la arquitectura popular del Reino de Castilla. Siendo abandonado durante siglos, el arquitecto Luis Bellido y González lo pone de nuevo de moda en pleno siglo XX en las restauraciones de la Plaza de la Villa, y en algunas construcciones modernas como el Matadero de Madrid. El arquitecto catalán Gaudí lo popularizó igualmente en algunas de sus muestras de la arquitectura modernista.

## Características
Los paramentos de las viviendas que poseen este aparejo se caracterizan por el empleo de hiladas de ladrillo combinadas con cajoneras de mampostería (generalmente se emplea sílex). Los cajones o hiladas de mampostería hace que existan diversos aparejos toledanos, dependiendo del número de verdugadas de ladrillo, de las piedras empleadas en la mampostería, etc. Era habitual que los "cajones" de piedra quedaran decorados con revoco encalado, dejando las hileras de ladrillo a la vista. En la actualidad, desde comienzos del siglo XX, es habitual que las paredes tras ser reparadas y rehabilitadas, dejen el ladrillo a la vista.
El empleo del aparejo toledano permite que los paramentos puedan resistir el estrés estructural inducido por los cambios de temperatura diurnos, esto es así debido al empleo mixto de dos materiales que compensan las dilataciones térmicas al poseer diferente respuesta térmica.